# Étang de Berre
Het Étang de Berre is een groot haf, een door rivieren gevoed binnenmeer, in het zuiden van Frankrijk ten westen van Marseille. Het is zes tot negen meter diep en 155 km² groot.
Het wordt gevoed door drie kleine riviertjes, de Arc, de Touloubre en de Cadière, en sinds 1966 ook door het kanaal van de Durance. Twee bevaarbare kanalen geven verbinding met de Middellandse Zee, het kanaal van Caronte naar Port-de-Bouc en het kanaal van Rove naar L'Estaque.
Oostelijk en zuidoostelijk zijn er nog twee kleinere meertjes, respectievelijk het Étang de Vaïne en het Étang de Bolmon dat door een schoorwal van het grotere meer is gescheiden.
Aan de oever van het meer liggen tien gemeenten: Istres, Miramas, Saint-Chamas, Berre-l'Étang, Rognac, Vitrolles, Marignane, Châteauneuf-les-Martigues, Martigues en Saint-Mitre-les-Remparts.
Aan de noordoostelijke kant van het meer werd een nieuwe stad gebouwd, aanvankelijk met de naam Rives de l'Étang de Berre, later nog de naam Nord-Ouest de l'Étang de Berre. Tegenwoordig draagt de stad de naam Ouest Provence.
Aan de zuidoostelijke kant van het meer ligt de luchthaven Marseille Provence. Deze is gegroeid uit een luchthaven voor watervliegtuigen in Marignane.
Door de vestiging van chemische industrie aan de oever van het meer, waren er in het verleden grote problemen met verontreiniging.